# جسر سريع الدورة
جسر سريع الدورة أو جسر بغداد الكبير وهو أقصى جسر في جنوب بغداد، فوق نهر دجلة، يربط سريع محمد القاسم في الرصافة بمنطقة الدورة في جانب الكرخ، افتتح الجسر في عام 1982م باسم «جسر صدام الكبير».